# Roeselia biangulata
Roeselia biangulata är en fjärilsart som beskrevs av De Toulgoët 1954. Roeselia biangulata ingår i släktet Roeselia och familjen trågspinnare. Inga underarter finns listade.